# Gutnaltinget
Gutnaltinget (Gutnal þing), även kallat Land alt och sedermera under senmedeltiden för Landstinget eller Gutestuven var gutarnas högsta dömande och beslutsfattande enhet beläget i Roma socken i mitten av Gotland. Dess ledare var landsdomaren, som valts av den fria befolkningen och som fungerade som det forntida Gotlands formelle statschef.
Gutnaltinget bestod av samtliga domare och vid viktiga ärenden och beslut av några valda ombud från varje ting. Efter att kristendomen blivit officiell religion representerades också prästerskapet på tinget av tre prostar. Ytterligare representanter var senare, efter att Visby grundats som stad, dess råd och borgmästare. Visby bröt sig dock, efter inbördeskriget år 1288 loss från den gutniska farmannarepubliken och där gällde sedan Visby stadslag.
På Gutnaltinget dömdes efter Gutalagen. Här togs bland annat ärenden upp från underdomstolarna. Skriftliga domar, bevis eller avtal undertecknades på Gutnaltinget av landsdomaren och försågs med landets sigill i form av den urgamla gutniska väduren.
I äldre forskning tolkas namnet ofta som Gutarnas Allting, en läsning som starkt ifrågasatts av nyare ortnamnsforskning som snarare ser namnet som bestående av förledet "Gutnal" och efterledet "ting". Sedan 1990 har den förmodade vikingatida tingsplatsen, inom den så kallade Guldåkern (Roma 85:1) norr om Roma kloster, varit föremål för fördjupade arkeologiska studier, bland annat i form av utgrävningar år 2017 och 2018. Guldåkern kännetecknas främst av den mycket omfattande förekomsten av viktlod, men även av andra fynd som kan kopplas till handel och transaktioner i stor skala, till exempel bitsilver och mynt.